# パステル・Qアノン
パステル・Qアノン（英: Pastel QAnon）は、女性的な美的感覚を使用して、主に女性に陰謀論を吹き込み、洗脳するために使われるテクニックと戦略のことである。主にInstagram・Facebook・WhatsApp・Telegram・YouTube・TikTokなどのソーシャルメディア上で使われている。パステル・Qアノンは、女性に人気のあるコミュニティや活動で使われる美的感覚（名前の由来となったパステルカラーの色彩を含む）と言葉を取り入れており、ゲートウェイ・メッセージを使用して陰謀論を筋が通っているように見える関心事にでっち上げてる。この動向は、コンコルディア大学の研究者であるMarc-André Argentinoが指摘した。

## 標的となる集団
パステル・Qアノンは、ライフスタイルやセレブリティー、インフルエンサー、ファッション、美容、フィットネス、ダイエット、母親とそのコミュニティ、ヨガ、自己改善とセルフケア、ホリスティック・リビング、出産（自宅出産を含む）、妊娠と育児のサポートグループ、インテリアデザイン、およびパーティーの企画など、主に女性が集まる既存のコミュニティや「ムーブメント」をターゲットにしている。グループ内における「コンスピリチュアリティ」なメッセージは、金銭的利益を得る目的で、彼らの「リーダー」や「インフルエンサー」によって拡散されることが多い。特に新型コロナウイルス感染症のパンデミックの際には、例えばヨガのインストラクターやその他の「健康」専門家が、彼らのビジネスへの懸念から、反ワクチンの陰謀論を拡散している。研究者は、女性の健康への投資が不十分であることが、女性が「コンスピリチュアリティ」を取り入れる主な要因になっていると指摘している。

## 美的感覚
パステル・Qアノンは、女性を対象とした製品やサービスのマーケティングで広く使用されているパステルカラーの色彩や意欲的なイメージ、フォント、およびデザイン言語とフレーズなど、女性的な美的感覚を使用している。これには、パステルカラーとグリッター、水彩画、手書きフォント、イラスト、写真（自然風景やファッション、メイク、憧れのライフスタイルなど）、および言葉（スピリチュアリティや「やる気を起こさせるような」引用など）が含まれ、ターゲットとなる集団が魅力的に感じるようなスタイルで表現されている。
スタンフォード大学でインターネット上の政治的サブカルチャーを研究しているBecca Lewisは、次のように述べている。
我々は「ウサギの穴に落ちる」と表現している。しかし、それは実際の生態系の仕組みとは異なる。このようなコンテンツの大部分は、確実に主流な美的感覚を持つ超人気アカウントによって発信されている。誰もが憧れるような美しい美的感覚を持ち、そこに陰謀論を結びつけることができれば、Instagramが得意とする非常に特殊な方法で陰謀論を常態化することができる。

## ゲートウェイ・メッセージ
パステル・Qアノンは、子供の保護や子供の人身売買、および健康（5GやCOVID-19否定論、およびワクチンを含む）などに関するゲートウェイ化されたメッセージを使用しており、「目覚め」「悟り」「自分の真実を見つける」「思想の自由」「自己探求」「真理の探求者」「検閲」「自分で調べろ」などの女性に馴染みのある言葉で構成されている。このようなメッセージは、Qアノンに関連していることを示さず、投稿者はQアノンに関する知識を否定する場合が多いが、同じ内容の陰謀論を女性向けにアレンジして拡散している。
メッセージは、ターゲットとなる集団にある既存の不信感や誤解、正の強化、および新型コロナウイルス感染症に対する懸念などを利用し、それを拡大したものとなっている。以下はその例である。
- 「強制的なワクチン接種」やその他の健康関連の陰謀論に関するメッセージを使用し、インフォームド・コンセントを得ずに医療実験を行われた経歴のある黒人や褐色の女性を標的にする[1]。
- 母親や近隣グループを標的に、家具メーカーを含む子供の安全に関するメッセージを送る[1]。
- COVID-19のパンデミックに関する親の懸念を利用し、ワクチン・マスク・ソーシャルディスタンス[1]・5Gに関する陰謀論を広める[5]。

ソーシャルメディアのアルゴリズムに過激なQアノン関連コンテンツをサジェストさせるために、メッセージにはQアノンのハッシュタグなどが使用されており、読者の洗脳が企てられている。

## ソーシャルメディア・キャンペーンの乗っ取り
パステル・Qアノンは、ソーシャルメディア上の既存のフレーズやスローガン、およびハッシュタグに利用して、より多くの人にメッセージを拡散している。例えば、セーブ・ザ・チルドレンの人身売買に関するハッシュタグ「#SaveTheChildren」は、性的人身売買を行っている悪魔崇拝者の小児性愛者がいるとする陰謀論（ピザゲート）や、白人至上主義者・外国人排斥主義者の物語を広めるために利用された。

## コンテンツ・モデレーションと反証の回避
パステル・Qアノンのメッセージは、既存の言葉を利用・適応させ、プライベートなグループや自動で削除される「ストーリー」機能を利用することで、コンテンツ・モデレーションをほぼ回避している。これはまた、陰謀論を広める人々にもっともらしい否認を行うことを可能にしており、パステル・Qアノンのメッセージを広める人々やグループは、Qアノンに関するいかなる知識も否定することが多い。